# Tadeusz Babij
Tadeusz Babij (ur. 31 marca 1951 w Szprotawie) – polski piłkarz występujący na pozycji pomocnika, trener i działacz sportowy. W Ekstraklasie rozegrał 35 meczów.

## Kariera piłkarska
Karierę rozpoczynał w Sprotavii Szprotawa. Służbę wojskową odbył w klubie Granica Gubin. W 1973 roku grał w Zastalu Zielona Góra. Następnie zawodnik Sprotavii Szprotawa. Od 1973 do 1977 roku piłkarz Pogoni Szczecin, gdzie rozegrał 35 spotkań. W latach 1977–1982 zawodnik Stilonu Gorzów, gdzie rozegrał 127 spotkań i trafił 8 razy do bramki. Następnie zawodnik Dozametu Nowa Sól, Lubuszanina Drezdenko i Lechii Zielona Góra. W 1983 do 1991 wyjechał zarobkowo do Szwecji, okazjonalnie grał w Koperniku Sztokholm. W 1991 roku wrócił do kraju, grał wtedy w Polonii Lipki Wielkie. W 1993 zakończył karierę.

## Kariera trenerska
Trener II klasy. W 1991 roku był grającym trenerem Polonii Lipki Wielkie. Następnie szkolił do 1993 roku młodzież w Stilonie Gorzów. W latach 1993–1995 trener SHR-u Wojcieszyce. Od 1995 do 1998 trener Czarni Witnica. W 1998 roku trenował Orła Międzyrzecz. W latach 1998–1999 trener Stilonu Gorzów.

## Działacz sportowy
Na początku był dyrektorem Stilonu Gorzów, a potem wiceprezes ds. sportowych. Również jest prezesem Okręgowego Związku Piłki Nożnej w Gorzowie oraz członkiem zarządu Lubuskiego Związku Piłki Nożnej.